# گنده‌چوب پیازی
گَنده‌چوب پیازی (alliaceum) درختی از تیره زیتون‌تلخیان است. واژه لاتین alliaceum در نام علمی آن به معنی پیازی است که به بوی چوب آن اشاره دارد.
گنده‌چوب پیازی بومی جزایر آندامان، تایلند و سراسر مالسیا تا جزایر سلیمان و کوئینزلند است. زیستگاه آن جنگل‌های بارانی از سطح دریا تا ارتفاع ۱۸۰۰ متری است.

## ویژگی‌ها
گنده‌چوب پیازی به صورت درختی همیشه‌سبز تا ارتفاع ۳۸ متر رشد می‌کند. تنه که تا ۸۰ سانتی‌متر ضخامت دارد، اغلب در قسمت پایین نی‌مانند است و ریشه‌هایش تکیه‌گاه کوچکتری دارد. تمام قسمت‌های گیاه بوی پیاز می‌دهد.
برگ‌های آن متناوب و ساقه‌دار به صورت جفتی یا «به اشتباه جفت نشده» با حداکثر ۱۶ برگچه شکل می‌گیرند. برگچه‌های آن به طول تا ۲۵ سانتی‌متر، کامل، تخم مرغی شکل، نیزه‌ای تا بیضی‌شکل و نوک تیز، ساقه کوتاه، تقریباً بدون کرک و کمی چرمی هستند. طول گلبرگ‌های نازک و دراز آن به حدود ۸ میلی‌متر می‌رسد. گنده‌چوب پیازی احتمالاً دوپایه ای است. 